# Đặng Tuấn Hưng
Đặng Tuấn Hưng (sinh ngày 6 tháng 11 năm 2000) là một cầu thủ bóng đá người Việt Nam đang thi đấu với vị trí thủ môn cho câu lạc bộ SHB Đà Nẵng và đội tuyển U-23 Việt Nam.

## Sự nghiệp
Đặng Tuấn Hưng trưởng thành từ lò đào trẻ của SHB Đà Nẵng. Đầu năm 2022, Tuấn Hưng đã được triệu tập lên đội tuyển U-23 Việt Nam để chuẩn bị cho Giải vô địch U-23 Đông Nam Á. Ban đầu, anh chỉ là sự lựa chọn thứ 3 của đội nhưng đã tận dụng tốt cơ hội bắt chính khi 2 thủ môn khác là Y Êli Niê và Trịnh Xuân Hoàng đều mắc COVID-19 không thể thi đấu. Tại giải đấu này, Tuấn Hưng đã có màn thể hiện xuất sắc ở trận bán kết gặp U-23 Đông Timor và trận chung kết với U-23 Thái Lan giúp thầy trò huấn luyện viên Đinh Thế Nam lên ngôi vô địch.
Sau màn trình diễn xuất sắc tại giải U-21 quốc gia 2021 và Giải vô địch U-23 Đông Nam Á, Tuấn Hưng được Phố Hiến chiêu mộ về thi đấu tại Giải hạng Nhất Quốc gia 2022 theo dạng cho mượn. Ngày 7 tháng 4 năm 2022, Đặng Tuấn Hưng có trận đấu đầu tiên cho Phố Hiến khi ra sân bắt chính trong trận thắng 5–0 trước Phú Thọ tại cúp Quốc gia 2022.

## Danh hiệu
U-23 Việt Nam
- Giải vô địch bóng đá U-23 Đông Nam Á 2022: 2022